# Club Capitol
El Club Capitol va ser un teatre situat a La Rambla i el carrer de Santa Anna de Barcelona. Fundat el 1926 com a cinema, el 1989 va ser reformat i convertit en teatre al 1997. Disposava de dues sales, la Club Capitol 1 amb 523 places, i Club Capitol 2 amb 274. La darrera representació es va realitzar el 12 de març de 2020.

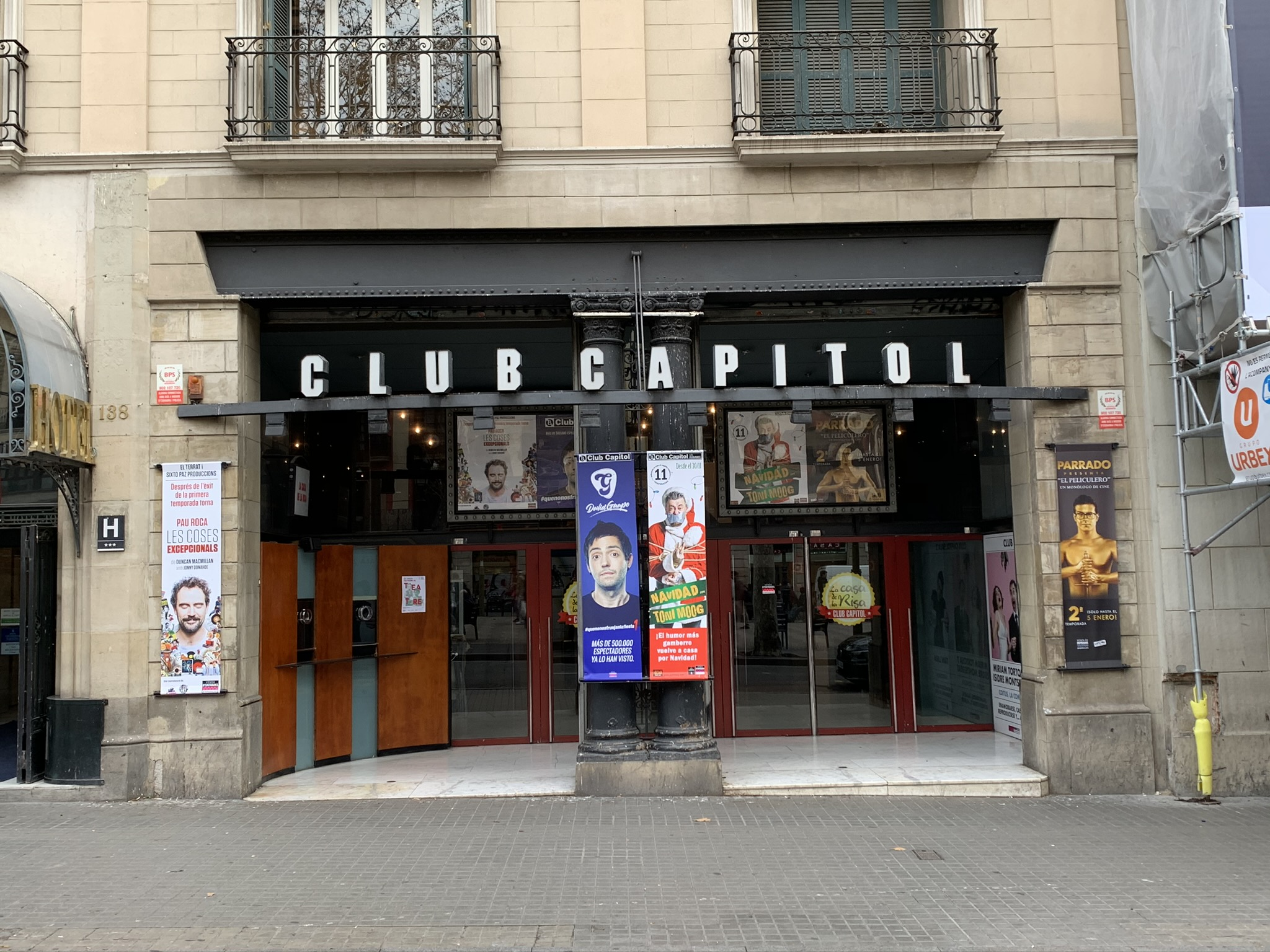
Entrada per la Rambla

## Història

### Capitol Cinema
El Capitol Cinema va ser inaugurat com a cinema el 23 de setembre de 1926, amb la projecció de Los parásitos, amb Madge Bellamy, i Dick, el guardiamarina, amb Ramon Novarro. Era un dels grans cinemes de la ciutat, amb 1.700 places. La seva situació cèntrica va fer que fos molt popular.
Cap a l'inici de la dècada del 1930 va començar a ser conegut com a Can Pistoles pel fet que programava sovint pel·lícules d'acció, westerns, i de gàngsters i policies, tot i que va ser un cinema d'estrena on van fer-se títols de tota mena.
De 1931 a 1935 va formar part, amb el Tívoli, el Fémina i el Pathé Palace, del grup CINAES. L'abril d'aquest any s'integrà a l'empresa Alianza, d'Antoni Soler, Miquel Coll i els germans Xicota.
Les dècades del 1920 i 1930 va introduir la publicitat de les estrenes setmanals mitjançant muntatges a la façana, totalment ocupada per grans cartells i pintures relatives a la pel·lícula. Entre 1932 i 1935, van fer-se famosos els cartells i muntatges de l'artista Antoni Clavé i que, a banda del seu valor artístic, van aconseguir d'atraure el públic.
L'any 1962 va passar a ser gestionat pel Grup Balañá. A final de la dècada del 1980 es va reformar per tal de poder-hi habilitar dues sales.

### Club Capitol
Tot i que durant el 1990 (estrenant el 18 d'abril) va acollir l'obra Cómeme el coco, negro de la companyia La Cubana, no va ser fins al 1997 que es va convertir la sala 1 en teatre, fent-ho l'any següent la sala 2.
La sala 1 va inaugurar-se amb l'espectable Rubianes Solamente de Pepe Rubianes i va estar en cartell fins al 2008. En morir, la sala gran del Teatre Capitol va passar a anomenar-se Sala Pepe Rubianes en memòria de l'humorista.
El 3 de juliol de 2019 l'espai va haver de suspendre les funcions durant uns mesos per una inundació a l'Hotel Continental, adjacent al teatre. El desembre d'aquell any va anunciar que tancaria al final de la temporada, ja que el propietari del local no prorrogava el contracte de lloguer al Grup Balañá, l'empresa gestora de la sala.
Finalment, a causa de l'estat d'alarma i el confinament decretat arrel de la Covid-19, la darrera funció va ser el 12 de març de 2020 amb la representació de Los monólogos de la vagina amb Alicia González Laá, Metitxell Huertas i Aina Quiñones.
El 14 de juny varen fer una festa de comiat virtual a on artistes que havien actuat en el teatre es varen acomiadar d'ell. El teatre va arribar a representar 379 espectacles, amb 14.000 funcions i més de 2,7 milions d'espectadors.